# Pál Bogár
Pál Bogár, (Timișoara, Rumanía, 2 de septiembre de 1927 - 17 de agosto de 2012), fue un jugador húngaro de baloncesto. Consiguió dos medallas en competiciones internacionales con Hungría.